# Tempesta elèctrica

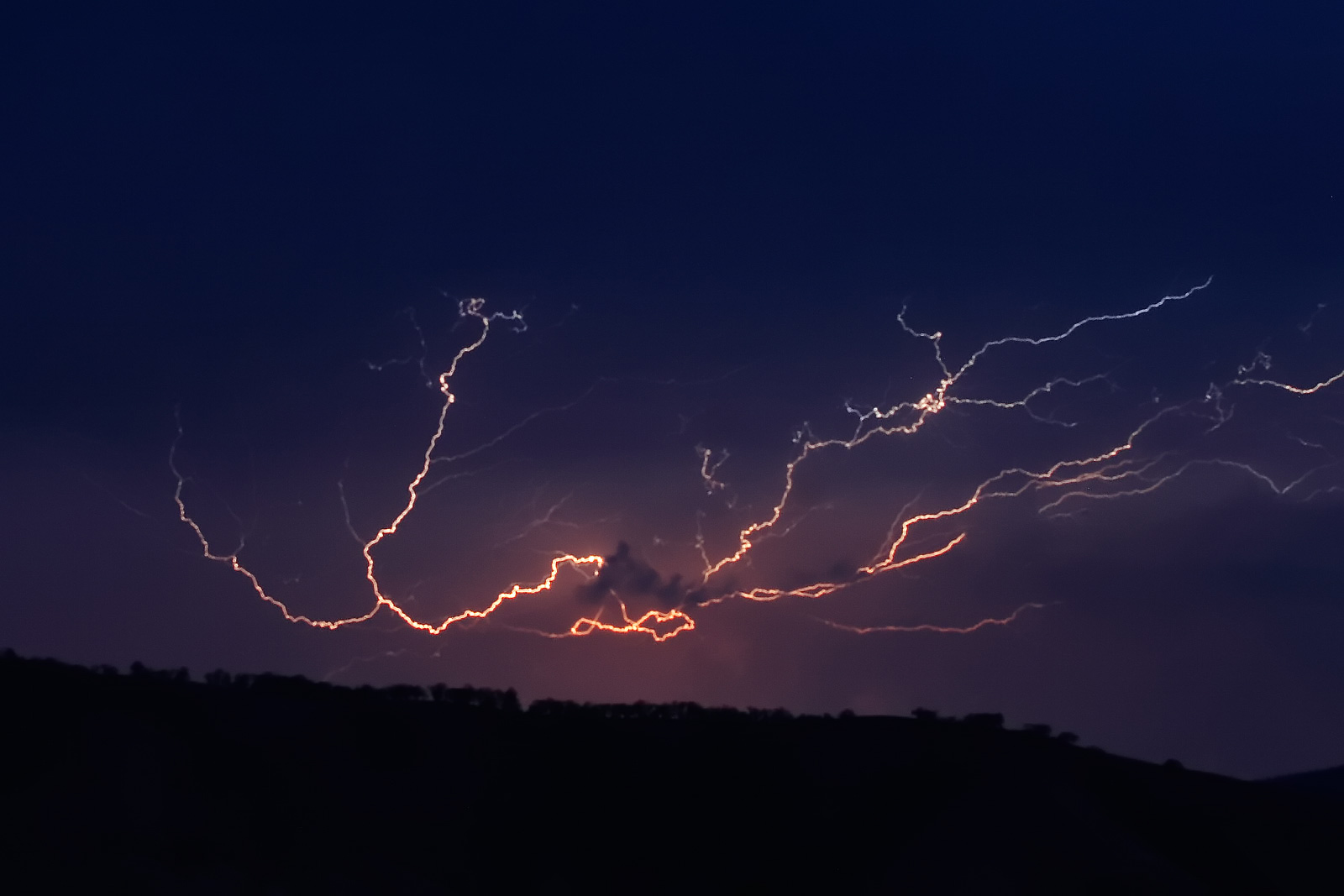
Tempesta elèctrica a Austràlia.

Una tempesta elèctrica o tronada és un fenomen meteorològic caracteritzat per la presència de llamps i els seus efectes sonors a l'atmosfera terrestre denominats trons. El tipus de núvols meteorològics que caracteritzen les tempestes elèctriques són els cumulonimbes. Les tempestes elèctriques en general estan acompanyades per forts vents, pluja copiosa i de vegades neu, calamarsa, o sense cap precipitació. Aquelles que produeixen calamarsa són denominades calamarsades o pedregades. Les tempestes elèctriques fortes o severes poden rotar, en el que s'anomena supercel·les. Mentre que la majoria de les tempestes elèctriques es desplacen amb la velocitat de desplaçament mitjana del vent en la capa de la troposfera que ocupen, talls de vent verticals poden causar una desviació en el seu curs de desplaçament en direcció perpendicular a la direcció de tall del vent.

## Origen
Per a la formació d'aquest tipus de tempestes és necessari que es produeixi una elevació d'aire humit en una atmosfera inestable. L'atmosfera es torna inestable quan les condicions són tals que una bombolla ascendent d'aire calent pot seguir pujant perquè continua més calenta que l'aire de l'ambient. L'elevació d'aire calent és un mecanisme que intenta restaurar l'estabilitat. De la mateixa manera, l'aire més fred tendeix a descendir sempre que sigui més fred que l'aire que l'envolta. Si l'elevació de l'aire és prou forta, l'aire es refreda (adiabàtica) a temperatures per sota del punt de rosada i es condensa, alliberant la calor latent, la qual cosa promou l'elevació de l'aire i "alimenta" la tempesta. Es formen cumulonimbes aïllats amb desenvolupament vertical (fins a 10 o 18 mil metre d'altitud), alimentats pels corrents d'aire ascendent.
Les tempestes poden formar-se dins de les masses d'aire (a partir de l'elevació de l'aire per convecció, un fet comú en les tardes d'estiu, quan l'escalfament de la superfície ateny el seu cim - i sobre el mar a les matinades d'hivern, quan les aigÜes estan relativament calentes); per l'efecte orogràfic (a sobrevent a les grans muntanyes) poden estar associats als fronts, i són més intenses en el cas dels fronts freds.
Les tempestes més fortes es generen quan l'aire càlid i humit s'eleva ràpidament, amb velocitats que poden arribar 160 quilòmetres per hora, fins a altituds més altes i més fredes. A cada moment hi ha de l'ordre de 2.000 tempestes elèctriques que tenen lloc a la superfície de la Terra. Els llamps es produeixen quan les partícules de gel o la neu comencen a caure d'un núvol a gran alçada cap a la superfície i corresponen a l'alliberament d'energia a causa de la diferència de càrrega entre les partícules.

## Fases d'una tempesta elèctrica

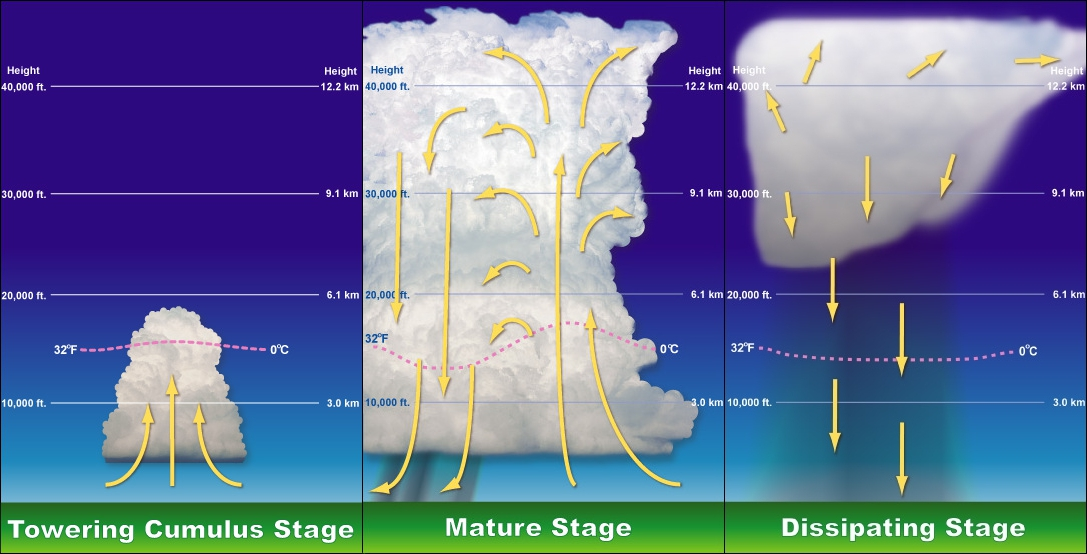
Dibuix de la formació d'una tempesta elèctrica

En la vida d'una tempesta ordinària (formada per convecció d'una massa d'aire) en general es presenten tres fases (cadascuna dura normalment de 15 a 30 minuts): 

### Naixement
Els corrents d'aire ascendent causen la formació de cumulonimbes. Es produeixen les primeres càrregues d'aigua, però no es produeix cap llamp. A la part superior del núvol el procés de creixement de cristalls de gel comença a produir grans partícules de precipitació.

### Maduresa
El creixement vertical arriba al seu màxim i els núvols s'acoblen amb la forma característica d'una enclusa. En general això succeeix quan el corrent d'aire ascendent troba una inversió de temperatura estable (per exemple, l'aire més calent de la tropopausa). Els vents predominants en l'altitud comencen a estendre els cirrus des de la part superior dels núvols. Les bases frontals descendeixen i comencen a aparèixer llampecs en tota l'extensió dels núvols. Dins dels núvols, la turbulència és intensa i irregular, amb un equilibri entre els corrents ascendents i descendents. El pes de les partícules de la precipitació és suficient per contrarestar el corrent ascendent i comencen a caure, arrossegant l'aire que l'envolta. A mesura que les partícules de precipitació cauen a les parts més calentes del núvol, hi ha aire sec de l'ambient que entra al núvol i pot originar l'evaporació d'aquestes partícules. L'evaporació refreda l'aire i el torna més dens i " pesat". Tot aquest aire fred que cau a través del núvol com a precipitació que forma el corrent d'aire descendent, quan arriba a la superfície es pot propagar per formar un front de ràfegues, que desplaça i substitueix l'aire més calent de la superfície. En aquesta etapa, la tempesta produeix forts vents, llampecs i pluges intenses

### Dissipació
Els núvols comencen a estendre's cap als costats per capes. I els corrents descendents freds es tornen predominants. L'aire fred reemplaça l'aire més calent de la superfície, 'apagant' el moviment vertical dins de la tempesta. En aquesta fase, només hi ha corrents febles i descendents de poca pluja. Només hi ha molts altostratus i cirrostratus que pot fins i tot contribuir, amb la seva ombra, a frenar l'escalfament de la superfície.

## Desplaçament

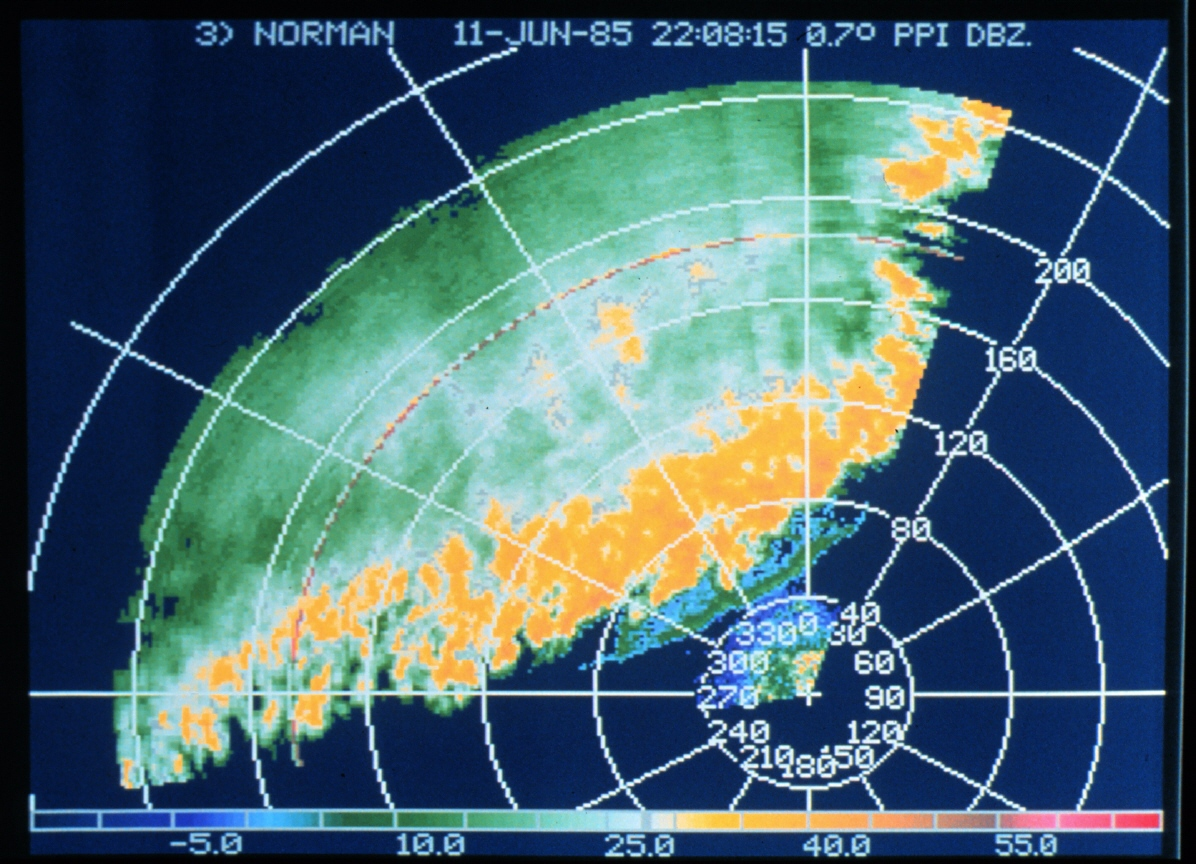
Línia de tempesta vista a reflectivitat (dBZ) en una pantalla de radar indicador de posició en planta.

Les dues formes principals en què es mouen les tempestes elèctriques són a través de l'advecció del vent i la propagació al llarg dels fronts de ràfega cap a fonts de major calor i humitat. Moltes tempestes es mouen amb la velocitat mitjana del vent a través de la troposfera terrestre, la part més baixa 8 quilòmetres de l'atmosfera terrestre. Les tempestes elèctriques més febles són dirigides per vents més propers a la superfície de la Terra que les tempestes elèctriques més fortes, ja que les tempestes elèctriques més febles no són tan altes. Les cèl·lules i complexos tempestuosos organitzats i duradors es mouen en angle recte respecte a la direcció del vector vertical cisallament del vent. Si el front de ràfega, o vora d'atac del límit de flux de sortida, s'avança a la tempesta, el moviment s'accelerarà en paral·lel. Aquest factor és més important a les tempestes amb precipitacions intenses (HP) que a les tempestes amb precipitacions escasses (LP). Quan les tempestes es fusionen, el que és més probable quan hi ha nombroses tempestes prop les unes de les altres, el moviment de la tempesta més fort normalment dicta el moviment futur de la cèl·lula fusionada. Com més fort sigui el vent mitjà, menys probable serà que altres processos intervinguin en el moviment de la tempesta. En un radar meteorològic, les tempestes es rastregen utilitzant una característica prominent i seguint-la d'exploració a exploració.

### Tempesta descendent
Una tempesta elèctrica de retrocés, comunament coneguda com tempesta elèctrica de formació, és una tempesta elèctrica en què el nou desenvolupament té lloc al costat de barlovent (normalment el costat oest o sud-oest a l'hemisferi nord), de manera que la tempesta sembla romandre estacionària o propagar-se en direcció de retrocés. Encara que la tempesta sovint apareix estacionària al radar, o fins i tot movent-se contra el vent, això és una il·lusió. La tempesta és en realitat una tempesta multicel·lular amb cèl·lules noves i més vigoroses que es formen al costat de barlovent, substituint les cèl·lules més antigues que continuen desplaçant-se a sotavent. Quan això passa, és possible que es produeixin inundacions catastròfiques. A Rapid City, Dakota del Sud, el 1972, una inusual alineació de vents en diversos nivells de l'atmosfera es va combinar per produir un conjunt de cèl·lules en formació contínua que van deixar caure una enorme quantitat de pluja sobre la mateixa zona, cosa que va provocar devastadores inundacions sobtades. Un succés similar va passar a Boscastle, Anglaterra, el 16 d'agost de 2004, i sobre Chennai l'1 de desembre de 2015.

## Energia

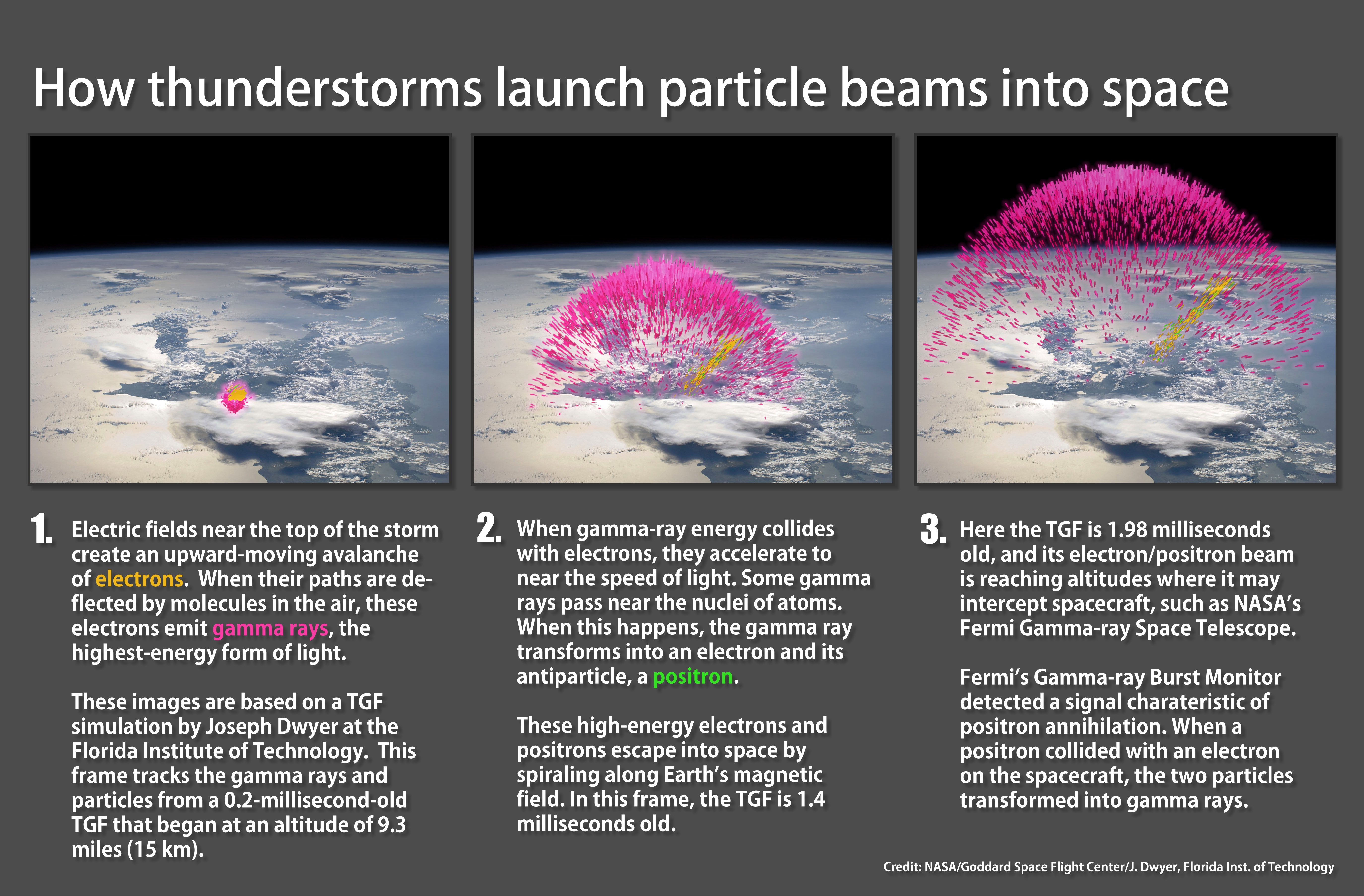
Com que les tempestes elèctriques ejecten feixos de partícules a l'espai.

Si es coneix la quantitat d'aigua que es condensa i després es precipita des d'un núvol, es pot calcular l'energia total d'una tempesta. En una tempesta elèctrica típica, s'eleven aproximadament 5×108 kg de vapor d'aigua, i la quantitat d'energia alliberada quan es condensa és de 1015 Joules. Això és del mateix ordre de magnitud que l'energia alliberada dins d'un cicló tropical, i més energia que l'alliberada durant els l'explosió de la bomba atòmica a Hiroshima, al Japó el 1945.
Els resultats del Monitor d'Esclats de Raigs Gamma Fermi mostren que es poden generar rajos gamma i partícules d'antimatèria (positró) en tempestes elèctriques potents. Se suggereix que els positrons d'antimatèria es formen en llampades de raigs gamma terrestres (TGF per les seves sigles en anglès). Els TGF són breus esclats que es produeixen a l'interior de les tempestes elèctriques i estan associats als llampecs. Els corrents de positrons i electrons col·lisionen a l'atmosfera per generar més raigs gamma. Cada dia es poden produir uns 500 TGF a tot el món, però la majoria passen desapercebuts.

## Mesurar la seva distància
Atès que el so i la llum es mouen a través de l'atmosfera a velocitats molt diferents, es pot estimar la distància d'una tempesta a través de la diferència de temps entre el llampec (llum) i el tro (so). La velocitat del so en l'aire és d'aproximadament 343 m/s. La velocitat de la llum és tan alta (± 300.000 quilòmetres / segon) que la transmissió de la llum pot ser considerada instantània. Per tant, multiplicant 343 pel nombre de 343 segons de diferència entre el llamp i el tro s'obté la distància de la tempesta en metres.
Exemple:
Diferència horària entre el llampec i el tro: 3 segons. Distància entre l'observador i la tempesta: 3 × 343 = 1029 metres = aproximadament 1 km de distància